# Cyrtonus dorsolineatus
Cyrtonus dorsolineatus é uma espécie de artrópode pertencente à família Chrysomelidae.